# Nathan Zézé
Nathan Zézé (Nantes, 18 giugno 2005) è un calciatore francese, difensore del Neom.

## Caratteristiche tecniche
È un difensore centrale di piede mancino e forte fisicamente, dotato di un buon senso della posizione e abile nell'anticipo degli avversari; forte nei duelli aerei e, di conseguenza, nei colpi di testa, sa anche impostare le azioni con buona qualità, essendo a suo agio sia con passaggi corti, sia con lanci lunghi.

## Carriera

### Club

#### Nantes
Nato a Nantes e cresciuto nel vicino comune di La Varenne, inizia a giocare nel Loire et Divatt, per poi unirsi al Nantes nel 2013. Cresciuto quindi fra le giovanili della squadra bretone, grazie alle sue doti viene nominato capitano della formazione Under-17 prima, e dell'Under-19 poi. Con quest'ultima squadra, nella stagione 2021-2022 il difensore conquista il campionato nazionale di categoria e, di conseguenza, l'accesso alla UEFA Youth League.
All'inizio della stagione successiva, viene aggregato alla seconda squadra del Nantes. Il 27 ottobre 2022, debutta con la stessa nell'incontro della National 2 contro l'Olympique Saumur, perso 1-0. Contemporaneamente, continua a giocare con l'under-19, debuttando anche in Youth League nella vittoria esterna per 0-3 contro il P'yownik. Gioca anche la gara successiva contro l'Hibernian (0-1), ma è assente nella gara di ritorno persa contro gli scozzesi, che sancisce l'uscita dalla competizione dei canarini.
Le sue buone prestazioni gli fanno scalare rapidamente le gerarchie del club e, nel gennaio 2023, complici anche le diverse assenze nel proprio reparto, viene aggregato in prima squadra in vista della gara di Ligue 1 contro l'Auxerre, senza tuttavia debuttare. Fa poi il suo debutto con la prima squadra (nonché fra i professionisti) il 7 gennaio seguente, nella vittoria in coppa di Francia contro il Virois, come sostituto dell'infortunato Nicolas Pallois. Otto giorni dopo debutta, da titolare, anche in campionato, nella vittoria per 0-3 in casa del Montpellier.
Dopo la parentesi in prima squadra torna a giocare con le riserve e, il 1º aprile 2023, trova la prima rete in carriera, segnando il gol del momentaneo pareggio nel derby contro l'Angers 2 poi concluso con il risultato di 1-2 a favore dei canarini.
Il 4 luglio 2023 entra a far parte ufficialmente della prima squadra firmando un contratto triennale e scegliendo di indossare la maglia numero 44.
Approfittando dell'assenza di nuove reclute al posto del partente Andrei Girotto, ottiene la titolarità, partendo subito dal primo minuto già il 13 agosto 2023 al debutto stagionale contro il Tolosa (sconfitta 1-2). Tuttavia, pochi giorni dopo rimedia un infortunio a causa dell'appendicite.
Al ritorno in campo, nonostante l'avvicendamento in panchina di Jocelyn Gourvennec al posto di Aristouy e il successivo ritorno di Kombouaré, continua ad essere tra i primi nei ranghi nel suo ruolo. In tal modo, conclude la stagione con 14 presenze all'attivo tra campionato e coppa.
La stagione successiva trova la prima rete in maglia gialloverde, in occasione della gara di Coppa di Francia del 21 dicembre 2024 vinta per 0-4 contro il Drancy. Tuttavia a gennaio 2025 subisce una distorsione alla caviglia che lo tiene fuori dal campo fino all'aprile seguente, quando torna a giocare durante una gara di National 3 contro il Sablé.

#### Neom
Il 31 luglio 2025, dopo dodici anni al Nantes, lascia il club per trasferirsi in Arabia Saudita al Neom, neopromossa in Saudi Pro League: il suo passaggio, costato 20 milioni di euro più 3 milioni di bonus, stabilisce il nuovo record come cessione più onerosa nella storia del club francese.

### Nazionale
Zézé inizia a rappresentare la Francia a livello giovanile nel 2021, venendo convocato in under-17, prima di approdare in under-18.
Nel settembre 2024, in concomitanza con la sua ascesa nei ranghi del Nantes, riceve la prima convocazione in nazionale Under-21, con la quale debutta il successivo 15 novembre, in occasione dell'amichevole contro i pari età dell'Italia conclusa in parità per 2-2, in cui è subentrato a Étienne Youté Kinkoué negli ultimi cinque minuti di gara.
Il 2 giugno 2025 viene scelto dal commissario tecnico  Gérald Baticle per prendere parte all'europeo di categoria.
Debutta nella competizione soltanto il 17 giugno successivo, in occasione dell'ultima gara della fase a gironi contro i pari età della Polonia, nella quale segna la sua prima rete in nazionale.

## Statistiche

### Presenze e reti nei club
Statistiche aggiornate al 31 luglio 2025.
| Stagione        | Squadra         | Campionato      | Campionato | Campionato | Coppe nazionali | Coppe nazionali | Coppe nazionali | Coppe continentali | Coppe continentali | Coppe continentali | Altre coppe | Altre coppe | Altre coppe | Totale | Totale |
| Stagione        | Squadra         | Comp            | Pres       | Reti       | Comp            | Pres            | Reti            | Comp               | Pres               | Reti               | Comp        | Pres        | Reti        | Pres   | Reti   |
| --------------- | --------------- | --------------- | ---------- | ---------- | --------------- | --------------- | --------------- | ------------------ | ------------------ | ------------------ | ----------- | ----------- | ----------- | ------ | ------ |
| 2022-2023       | Nantes 2        | N2              | 22         | 1          | -               | -               | -               | -                  | -                  | -                  | -           | -           | -           | 22     | 1      |
| 2023-2024       | Nantes 2        | N3              | 4          | 0          | -               | -               | -               |                    | -                  | -                  | -           | -           | -           | 4      | 0      |
| 2024-2025       | Nantes 2        | N3              | 2          | 0          | -               | -               | -               |                    | -                  | -                  | -           | -           | -           | 2      | 0      |
| Totale Nantes 2 | Totale Nantes 2 | Totale Nantes 2 | 28         | 1          |                 | -               | -               |                    | -                  | -                  |             | -           | -           | 28     | 1      |
| 2022-2023       | Nantes          | L1              | 1          | 0          | CF              | 1               | 0               | UEL                | -                  | -                  | SF          | -           | -           | 2      | 0      |
| 2023-2024       | Nantes          | L1              | 13         | 0          | CF              | 1               | 0               | -                  | -                  | -                  | -           | -           | -           | 14     | 0      |
| 2024-2025       | Nantes          | L1              | 18         | 0          | CF              | 1               | 1               | -                  | -                  | -                  | -           | -           | -           | 19     | 1      |
| Totale Nantes   | Totale Nantes   | Totale Nantes   | 32         | 0          |                 | 3               | 1               |                    | -                  | -                  |             | -           | -           | 35     | 1      |
| 2025-2026       | Neom            | SPL             | 0          | 0          | KC              | 0               | 0               | -                  | -                  | -                  | -           | -           | -           | 0      | 0      |
| Totale carriera | Totale carriera | Totale carriera | 60         | 1          |                 | 3               | 1               |                    | -                  | -                  |             | -           | -           | 63     | 2      |

### Cronologia presenze e reti in nazionale
| Cronologia completa delle presenze e delle reti in nazionale ― Francia under 21 | Cronologia completa delle presenze e delle reti in nazionale ― Francia under 21 | Cronologia completa delle presenze e delle reti in nazionale ― Francia under 21 | Cronologia completa delle presenze e delle reti in nazionale ― Francia under 21 | Cronologia completa delle presenze e delle reti in nazionale ― Francia under 21 | Cronologia completa delle presenze e delle reti in nazionale ― Francia under 21 | Cronologia completa delle presenze e delle reti in nazionale ― Francia under 21 | Cronologia completa delle presenze e delle reti in nazionale ― Francia under 21 |
| Data                                                                            | Città                                                                           | In casa                                                                         | Risultato                                                                       | Ospiti                                                                          | Competizione                                                                    | Reti                                                                            | Note                                                                            |
| ------------------------------------------------------------------------------- | ------------------------------------------------------------------------------- | ------------------------------------------------------------------------------- | ------------------------------------------------------------------------------- | ------------------------------------------------------------------------------- | ------------------------------------------------------------------------------- | ------------------------------------------------------------------------------- | ------------------------------------------------------------------------------- |
| 15-11-2024                                                                      | Empoli                                                                          | Italia under 21                                                                 | 2 – 2                                                                           | Francia under 21                                                                | Amichevole                                                                      | -                                                                               | 85’                                                                             |
| 19-11-2024                                                                      | Valenciennes                                                                    | Francia under 21                                                                | 2 – 2                                                                           | Germania under 21                                                               | Amichevole                                                                      | -                                                                               |                                                                                 |
| 17-6-2025                                                                       | Žilina                                                                          | Francia under 21                                                                | 4 – 1                                                                           | Polonia under 21                                                                | Europeo Under-21 2025 - 1º turno                                                | 1                                                                               |                                                                                 |
| Totale                                                                          |                                                                                 | Presenze                                                                        | 3                                                                               |                                                                                 | Reti                                                                            | 1                                                                               |                                                                                 |

## Palmarès

### Competizioni giovanili
- Championnat National U19: 2

Nantes: 2021-2022, 2022-2023